# Paata Gvasalia
Paata Gvasalia –en ruso, Паата Гвасалия; en georgiano, პაატა გვასალია– (Poti, URSS, 1973) es un deportista ruso de origen georgiano que compitió en boxeo.
Ganó una medalla de plata en el Campeonato Mundial de Boxeo Aficionado de 1997 y una medalla de bronce en el Campeonato Europeo de Boxeo Aficionado de 1993.

## Palmarés internacional
| Campeonato Mundial | Campeonato Mundial | Campeonato Mundial | Campeonato Mundial |
| Año                | Lugar              | Medalla            | Categoría          |
| ------------------ | ------------------ | ------------------ | ------------------ |
| 1997               | Budapest (Hungría) | Medalla de plata   | 63,5 kg            |
| Campeonato Europeo |                    |                    |                    |
| Año                | Lugar              | Medalla            | Categoría          |
| 1993               | Bursa (Turquía)    | Medalla de bronce  | 60 kg              |